# ليندسي دافينبورت

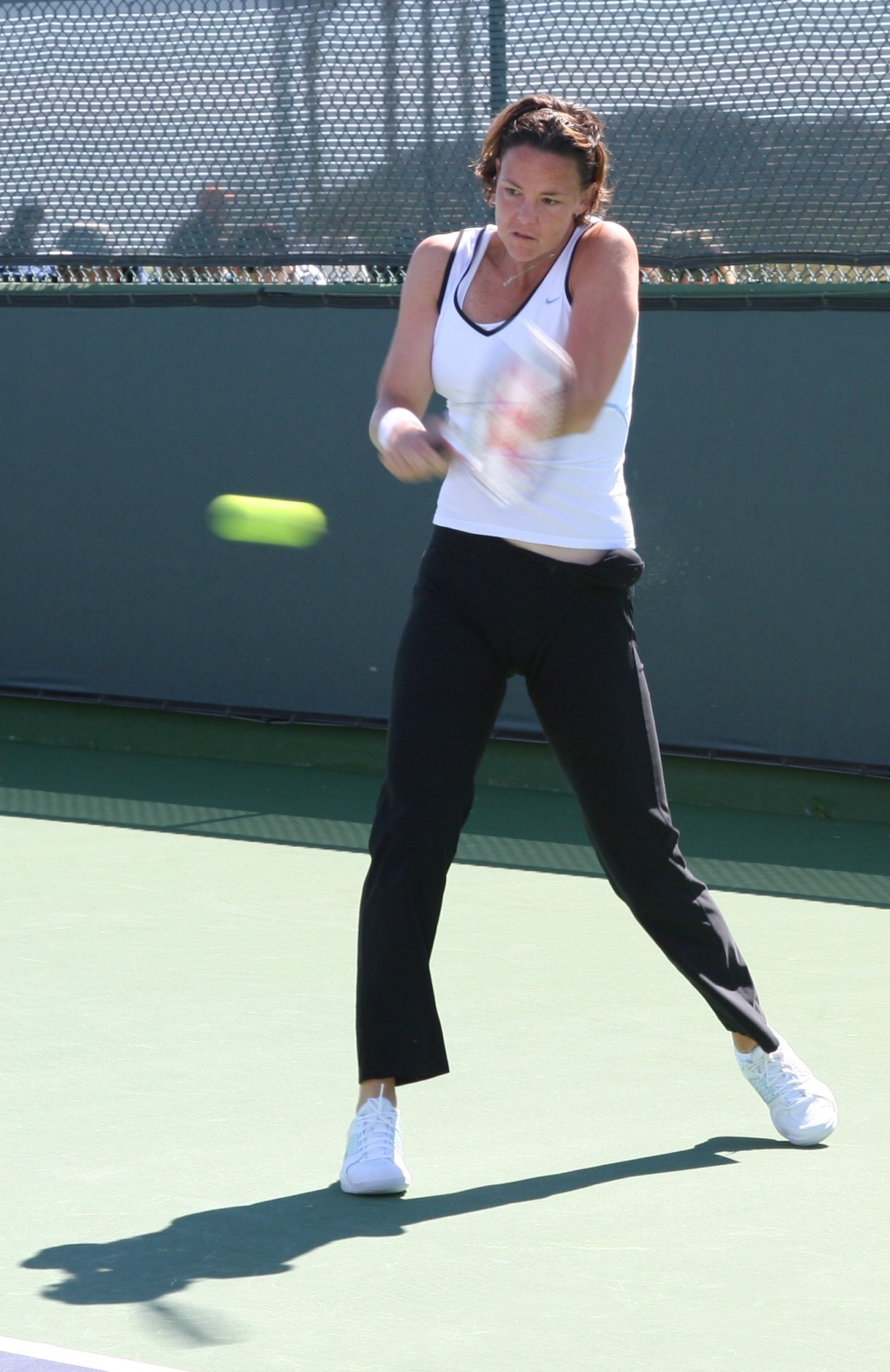

ليندسي دافينبورت (بالإنجليزية: Lindsay Davenport) (ولدت 8 يونيو, 1976 في بالوس فيرديس، كاليفورنيا) وهي سابقا قد وصلت لقمة التصنيف العالمي لرابطة محترفات التنس. وكسبت ثلاث دورات جراند سلام فردي وميدالية ذهبية أولمبية فردي أيضا. بالإضافة انها كسبت جوائز مالية أكثر من أي رياضية أخرى وهي واحدة من اربع نساء، منذ 1975 الذين انهو العام في المركز الأول لاربع مرات على الاقل. انهت دافينبورت 1998، 2001، 2004 و2005 كمصنفة أولى ع العالم.

## روابط خارجية
- ليندسي دافينبورت على موقع IMDb (الإنجليزية)
- ليندسي دافينبورت على موقع إن إن دي بي (الإنجليزية)
- ليندسي دافينبورت على موقع رابطة محترفات التنس (الإنجليزية)
- ليندسي دافينبورت على موقع الاتحاد الدولي لكرة المضرب (الإنجليزية)
- ليندسي دافينبورت على موقع كأس بيلي جين كينغ (الإنجليزية)
- ليندسي دافينبورت على موقع قاعة مشاهير كرة المضرب الدولية (الإنجليزية)
- ليندسي دافينبورت على موقع بطولة ويمبلدون (الإنجليزية)
- ليندسي دافينبورت على موقع خلاصة التنس.كوم (الإنجليزية)
- ليندسي دافينبورت على موقع إي إس بي إن.كوم (الإنجليزية)
- ليندسي دافينبورت على موقع اللجنة الأولمبية الدولية (الإنجليزية)
- ليندسي دافينبورت على موقع أوليمبيديا (الإنجليزية)
- ليندسي دافينبورت على موقع قاعة كاليفورنيا للمشاهير الرياضية (الإنجليزية)